# Funzione di distanza
La funzione di distanza, definibile con riferimento ad input ed output, nell'economia della produzione è una funzione che associa ad ogni combinazione di input (output) la minima contrazione (massima espansione) proporzionale degli stessi possibile a tecnologia produttiva invariata.
Il concetto di funzione di distanza venne introdotto da Malmquist e Shepard, in modo indipendente l'uno dall'altro, nei primi anni 50, sebbene lo stesso abbia cominciato ad essere utilizzato nella teoria della produzione solo in tempi relativamente recenti.

## Funzione di distanza di input
Dato un insieme di fabbisogno di input L(q), cioè l'insieme delle combinazioni di input (x) nei processi potenzialmente attivabili per la produzione di q, la funzione di distanza di input è data da:
{\displaystyle d_{i}(\mathbf {x} ,\mathbf {q} )=\max\{\rho :\rho ^{-1}\mathbf {x} \in L(\mathbf {q} )\}} (1)
Affinché la (1) dia luogo ad una funzione è necessario supporre che la tecnologia sia input-convenzionale, ovvero che dia luogo ad un insieme di fabbisogno di input convenzionale per ogni combinazione di output potenzialmente producibile ({\displaystyle \mathbf {q} \in Q}).

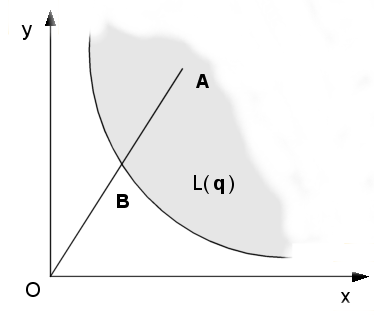
Figura 1: Insieme di fabbisogno di input convenzionale e funzione di distanza di input

Un insieme di fabbisogno di input si definisce convenzionale quando è:
- regolare, ovvero:
  - {\displaystyle \ L(\mathbf {q} )\neq \varnothing };[1]
  - {\displaystyle \ L(\mathbf {q} )} è un insieme chiuso in {\displaystyle \ \mathbb {R} _{+}^{n}};[2]
  - se {\displaystyle \ \mathbf {0} \in L(\mathbf {q} )}, allora {\displaystyle \ \mathbf {q} =\mathbf {0} }.[3]
- monotonico: {\displaystyle \mathbf {x} \in L(\mathbf {q} ),\ \mathbf {x} \geq \mathbf {x'} \Rightarrow \mathbf {x'} \in L(\mathbf {q} )};
- convesso: {\displaystyle \forall \ \mathbf {x} ,\mathbf {x'} \in L(\mathbf {q} )} e {\displaystyle \lambda \in [0,1]} si ha che {\displaystyle \left(\lambda \mathbf {x} +(1-\lambda )\mathbf {x'} \right)\in L(\mathbf {q} )}.

Geometricamente, data la combinazione di input x per la produzione di q, si immagini di tracciare la semiretta uscente dall'origine passante per x. Per l'ipotesi di input-convenzionalità della tecnologia questa semiretta attraverserà la frontiera di L(q) in un punto x* tecnicamente efficiente in cui gli input sono combinati nelle proporzioni originarie. Esisterà dunque uno scalare ρ positivo dato dal rapporto tra il modulo del vettore di input originario x e quello della combinazione tecnicamente efficiente x*.
La Figura 1 riporta un esempio nel caso di due input (x e y). La distanza della combinazione A dalla frontiera sarà in tal caso uguale a:
{\displaystyle \rho ={\frac {OA}{OB}}}
La distanza è dunque una misura dell'inefficienza relativa del processo adottato.

### Proprietà della funzione di distanza di input
La funzione di distanza di input {\displaystyle \ d_{i}(\mathbf {x} ,\mathbf {q} )} gode delle seguenti proprietà:
- è non-decrescente in x e non-crescente in q;
- è linearmente omogenea in x;
- è concava in x e quasi-concava in q;
- se {\displaystyle \mathbf {x} \in L(\mathbf {q} )} allora {\displaystyle \ d_{i}(\mathbf {x} ,\mathbf {q} )\geq 1};
- se {\displaystyle \ d_{i}(\mathbf {x} ,\mathbf {q} )=1} allora x appartiene alla frontiera di produzione, ovvero all'isoquanto associato a q.

## Funzione di distanza di output
Dato un insieme di produzione Q(x), cioè l'insieme delle combinazioni di output (q) nei processi potenzialmente attivabili con i fattori x, la funzione di distanza di output è data da:
{\displaystyle d_{o}(\mathbf {x} ,\mathbf {q} )=\min\{\delta :\delta ^{-1}\mathbf {q} \in Q(\mathbf {x} )\}} (1)
Si assume che la tecnologia sia output-convenzionale, cioè dia luogo ad un insieme di produzione per cui valgono le seguenti proprietà:
- {\displaystyle \ \mathbf {0} \in Q(\mathbf {x} )};
- {\displaystyle \ Q(\mathbf {0} )=\{\mathbf {0} \}};
- {\displaystyle \ Q(\mathbf {x} )} è monotonico: {\displaystyle \mathbf {q} \in Q(\mathbf {x} ),\ \mathbf {q} \geq \mathbf {q'} \Rightarrow \mathbf {q'} \in Q(\mathbf {x} )};
- {\displaystyle \ Q(\mathbf {x} )} è un insieme chiuso in {\displaystyle \ \mathbb {R} _{+}^{n}};
- {\displaystyle \ Q(\mathbf {x} )} è limitato;
- {\displaystyle \ Q(\mathbf {x} )} è convesso: {\displaystyle \forall \ \mathbf {q} ,\mathbf {q'} \in Q(\mathbf {x} )} e {\displaystyle \lambda \in [0,1]} si ha che {\displaystyle \left(\lambda \mathbf {q} +(1-\lambda )\mathbf {q'} \right)\in Q(\mathbf {x} )}.

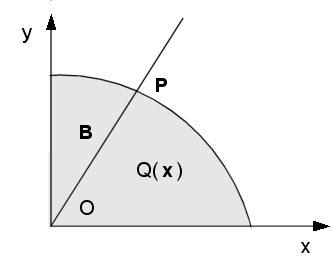
Figura 2: Insieme di produzione e funzione di distanza di output

Geometricamente, data la combinazione di output q prodotta con x, si immagini di tracciare la semiretta uscente dall'origine passante per q. Per l'ipotesi di output-convenzionalità della tecnologia questa semiretta attraverserà la frontiera di Q(x) in un punto q* tecnicamente efficiente in cui gli output sono combinati nelle proporzioni originarie. Esisterà dunque uno scalare δ positivo dato dal rapporto tra il modulo del vettore di output originario q e quello della combinazione tecnicamente efficiente q*.
La Figura 2 riporta un esempio nel caso di due output (x e y). La distanza della combinazione B dalla frontiera sarà in tal caso uguale a:
{\displaystyle \delta ={\frac {OB}{OP}}}

### Proprietà della funzione di distanza di output
La funzione di distanza di output {\displaystyle \ d_{o}(\mathbf {x} ,\mathbf {q} )} gode delle seguenti proprietà:
- {\displaystyle \ \forall \ \mathbf {x} \geq \mathbf {0} ,\ d_{o}(\mathbf {x} ,\mathbf {0} )=0}
- è non-decrescente in q e non-crescente in x;
- è linearmente omogenea in q;
- è convessa in q e quasi-convessa in x;
- se {\displaystyle \ \mathbf {q} \in Q(\mathbf {x} )} allora {\displaystyle \ d_{o}(\mathbf {x} ,\mathbf {q} )\leq 1};
- se {\displaystyle \ d_{o}(\mathbf {x} ,\mathbf {q} )=1} allora q appartiene alla frontiera di produzione.